# Parafia św. Wacława w Grabiu
Parafia świętego Wacława w Grabiu – parafia rzymskokatolicka, znajdująca się w diecezji toruńskiej, w dekanacie Toruń IV. 